# Dirk du Toit
Dirk Cornelis du Toit (19 september 1943 - 1 juni 2009) was van 1999 tot 2009 onderminister van landbouw in Zuid-Afrika .

## Tijdens periode van apartheid
Du Toit werd advocaat bij het Hooggerechtshof in 1970 en was van 1975 tot 1994 hoogleraar rechten aan de Universiteit van de Vrijstaat. Hij sloot zich aan bij oppositiepartij Progressive Federal Party, die tegen apartheid ageerde, en in het geheim bij het verboden Afrikaans Nationaal Congres. Hij was ook juridisch adviseur van de National Education, Health and  Allied Workers' Union (Nehawu).

## Na de apartheid
Na het einde van het apartheidsregime werd Du Toit in 1994 parlementslid voor het Afrikaans Nationaal Congres. Hij hielp de Zuid-Afrikaanse grondwet van 1996 te concipiëren.
Van 1999 tot 2009, toen hij na de algemene verkiezingen met pensioen ging, was hij onderminister van Landbouw onder Lulama Xingwana in de kabinetten Thabo Mbeki en Kgalema Motlanthe. Gedurende zijn ministerschap ondersteunde hij landhervormingen en probeerde hij een eind te maken aan de uitbuiting van boeren. Hij stierf op 1 juni 2009.